# Bathyechiniscus tetronyx
Genre
Espèce
Bathyechiniscus tetronyx, unique représentant du genre Bathyechiniscus, est une espèce de tardigrades de la famille des Styraconixidae. 

## Distribution
Cette espèce se rencontre dans l'océan Austral et l'océan Atlantique.

## Publication originale
- Steiner, 1926 : Bathyechiniscus tetronyx n. g. n. sp. ein neuer mariner Tardigrade. Deutsche Sudpolar Expedition, vol. 18, p. 479-481.